# Cheiracanthium pennuliferum
Cheiracanthium pennuliferum är en spindelart som beskrevs av Simon 1909. Cheiracanthium pennuliferum ingår i släktet Cheiracanthium och familjen sporrspindlar.
Artens utbredningsområde är Western Australia. Inga underarter finns listade i Catalogue of Life.